# L'incredibile Burt Wonderstone
L'incredibile Burt Wonderstone (The Incredible Burt Wonderstone) è un film del 2013 diretto da Don Scardino, con protagonisti Jim Carrey, Steve Carell, Steve Buscemi e Olivia Wilde.

## Trama
Burt Wonderstone e Anton Marvelton sono una celebre coppia di illusionisti che vanta anni di popolarità e successo a Las Vegas. Nonostante un'ottima affinità sul palcoscenico, i due tuttavia non vanno molto d'accordo nella vita di tutti i giorni, con un rancore reciproco cresciuto anno dopo anno. Quando l'artista di strada Steve Gray inizia a conquistare l'attenzione del pubblico con i suoi numeri bizzarri, si rendono conto di dover mettere da parte il loro astio e ideare un nuovo spettacolare e pericoloso numero per salvare la loro carriera. In particolare Burt sarà chiamato a mettere da parte il suo immenso egocentrismo per riscoprire ciò che lo fece innamorare della magia fin da bambino.
Nel 1982, il giovane Albert Weinselstein viene molestato dai bulli. Sua madre gli regala uno speciale trucco magico creato dal mago veterano Rance Holloway come regalo di compleanno. Studia il video didattico e inizia a praticare alcuni trucchi, attirando l'attenzione di un compagno di classe, Anthony Mertz. Si esercitano insieme e alla fine diventano i maghi professionisti del palcoscenico Burt Wonderstone e Anton Marvelton, guadagnandosi il successo e un ruolo da headliner in corso al Bally's Hotel di Las Vegas. Tuttavia, dopo dieci anni passati a ripetere sempre gli stessi trucchi, Burt è diventato egocentrico e troppo sicuro di sé, e Anton inizia a stufarsi dell'ego di Burt, che è già costato loro precedenti assistenti donne, tutte chiamate "Nicole". Burt quindi arruola frettolosamente l'assistente di produzione Jane come nuova Nicole.
Burt e Anton incontrano il mago di strada emergente Steve Gray che esegue un trucco con le carte unico ma inquietante per il suo programma televisivo di magia, Brain Rapist. Il numero di spettatori diminuisce presto allo spettacolo di Burt e Anton, sconvolgendo il proprietario di Bally, Doug Munny. Prendendo spunto dalle acrobazie basate sulla resistenza di Gray, Anton suggerisce a lui e Burt di provare una virata simile, rinchiudendosi in una gabbia di plexiglass chiamata "Hot Box" appesa sopra Las Vegas Strip. Troppo sicuro di sé, Burt non si prepara per l'acrobazia e cade quasi istantaneamente nel panico, facendo fallire il numero e ferendo Anton. Anton conclude con rabbia la sua collaborazione con Burt e anche Jane si licenzia.
Burt si rifiuta di cambiare atto, mettendo in scena il suo spettacolo a due da solo con risultati disastrosi. Munny interrompe la produzione e Burt, avendo sperperato i suoi guadagni nel corso degli anni, rimane al verde. Scoraggiato, Burt cerca di trovare lavoro e alla fine viene assunto come intrattenitore in una struttura di residenza assistita che si rivolge ad ex intrattenitori di Las Vegas. Lì incontra Holloway, che si è ritirato diversi anni prima perché ha scoperto di non essere più felice di esibirsi. Per mostrare a Holloway cosa è diventata l'industria dei maghi, Burt gli mostra le esibizioni di Gray che includono imprese come dormire tutta la notte sui carboni ardenti e rigurgitare gelatine. Inoltre Burt rimane sconvolto nel vedere Jane, divenuta lei stessa un'aspirante prestigiatrice, lavorare per Gray. Inorriditi dallo stile di Gray, Holloway e Burt perfezionano i propri trucchi. Holloway consiglia anche Burt sulla magia, ispirandolo a ricordare la meraviglia iniziale che lo ha portato a diventare un mago. Jane fa visita a sua nonna presso la struttura e sistema le cose con Burt.
Doug sta aprendo un nuovo hotel-casinò e offre un contratto quinquennale al vincitore di una ricerca di talenti nella serata inaugurale del casinò. Invita Burt a fare uno spettacolo di magia alla festa di compleanno di suo figlio, ma appare anche Gray che cerca di mettere in ombra Burt con i suoi stessi trucchi. Disgustata dalle azioni di Gray, Jane lascia il suo spettacolo. Burt riprende i contatti con Anton, che distribuisce set magici in Cambogia, dove una droga chiamata "kratom" che fa cadere istantaneamente in un sonno profondo dà loro l'idea di eseguire un trucco sensazionale che non sono mai stati in grado di perfezionare: il "Pubblico che scompare".
Allo spettacolo di ricerca di talenti, la performance di Gray lo porta a perforare il suo cranio, provocandogli un danno cerebrale. Holloway presenta quindi la performance di Burt, Anton e Jane, che sedano segretamente il pubblico con il gas soporifero kratom per risvegliarsi in un luogo esterno con la stessa disposizione dei posti. Il pubblico risponde con soggezione e Doug assegna l'atto principale a Burt, Anton e Jane. Il trio quindi esegue di nuovo il trucco del pubblico che scompare, riportando tutti al teatro del casinò, mentre Gray, ora con problemi mentali, li osserva con la punta del trapano ancora nel cranio.
La scena finale mostra come Burt, Anton, Holloway e altri hanno trasportato il pubblico nell'area aperta, trascinando i membri del pubblico privi di sensi entrambe le volte dentro e fuori da un furgone. 

## Produzione
Le prime fasi della produzione ebbero inizio nel 2009, quando la New Line Cinema ingaggiò il produttore Jake Kasdan per guidare lo sviluppo del film, in quel momento noto con il titolo di lavorazione Burt Dickenson: The Most Powerful Magician on Planet Earth. La prima versione della sceneggiatura, che la New Line Cinema aveva comprato già nel 2006, era stata scritta da Chad Kultgen e poi rielaborata da John Francis Daley e Jonathan Goldstein.
Nei primi mesi del 2011, mentre Jake Kasdan non era più parte del progetto, Charles McDougall era stato considerato per essere il regista, ma tuttavia non trovò un accordo con la casa di produzione; il 2 giugno 2011 per dirigere il film venne quindi ingaggiato Don Scardino. Nello stesso mese fu ingaggiato anche Jason Reitman per perfezionare la sceneggiatura di Daley e Goldstein.

### Cast
Nel settembre 2010 Steve Carell, anche produttore del film, fu il primo attore ad unirsi al cast, per il ruolo del protagonista Burt Wonderstone. Nell'ottobre 2011 furono ingaggiati Jim Carrey, per il ruolo del co-protagonista Steve Gray; Olivia Wilde, interprete di Jane; Steve Buscemi e James Gandolfini, rispettivamente interpreti di Anton Marvelton e Doug Munny. Per il ruolo di Jane erano state considerate anche Michelle Monaghan, Judy Greer, Sarah Silverman e Jessica Biel. Nel successivo mese di dicembre si unirono al cast anche Brad Garrett e Jay Mohr.

### Riprese
Con un budget stimato di circa 30 milioni di dollari, le riprese si svolsero tra i mesi di gennaio e marzo 2012 principalmente a Los Angeles. Quattro giorni di riprese si svolsero anche a Las Vegas presso diversi hotel e casinò; ciò per volontà del regista, secondo cui fu un elemento fondamentale per dare autenticità al film. L'illusionista David Copperfield, protagonista di un cameo, fece da consulente tecnico.

## Distribuzione
Il film esordì l'8 marzo 2013 al festival South by Southwest, per poi venire distribuito nelle sale statunitensi dal successivo 15 marzo a cura della Warner Bros..
In Italia l'uscita era prevista per il 18 aprile 2013, ma alla fine il film è stato trasmesso direttamente in TV su Premium Cinema il 9 maggio 2014 e successivamente in prima visione in chiaro su Italia 1 il 20 maggio 2015.